# Curryeternell
Curryeternell (Helichrysum italicum) är en silvergrå halvbuske från västra Medelhavsområdet som de senaste åren börjat odlas för sitt aromatiskt kryddoftande bladverk. Blomställningen liknar den i Sverige inhemska släktingen hedblomster (H. arenarium), men curryeternellen är smalbladigare och mer busklik i växtsättet. Det första belägget för förvildning i Sverige samlades 2019  i Skåne på ett övergivet koloniområde i Lund och den fanns kvar på lokalen även 2020 enligt rapporter i Artportalen.